# Biała (Dunajec)
Die Biała ist ein rechter Zufluss des Dunajec in der Woiwodschaft Kleinpolen in Polen.

## Geografie
Der Fluss entspringt nördlich des Bergs Lackowa unweit der Grenze zur Slowakei in den Niederen Beskiden; die Quellhöhe wird mit 750–770 m angegeben. Sie fließt dann in vorwiegend nördlicher Richtung durch die Kleinstädte Grybów, Bobowa und Ciężkowice und weiter westlich an Tarnów vorbei und mündet schließlich im Nordwesten von Tarnów nach einem Lauf über 101,8 km in den Dunajec. Das Einzugsgebiet wird mit 983,3 km² angegeben.